# Migracions indoeuropees
Les migracions indoeuropees comprenen un seguit de moviments de població dels parlants del protoindoeuropeu des del seu Urheimat o pàtria originària fins a àmplies regions d'Àsia i Europa. Aquestes migracions van expandir l'idioma nadiu dels protoindoeuropeus que amb el temps es va anar fragmentant fins a donar lloc a les diferents llengües indoeuropees. S'han reconstruït amb una combinació de testimonis arqueològics, genètics i reconstruccions lingüístiques però existeixen desacords entre els investigadors sobre algunes rutes migratòries, especialment les inicials, ja que s'han postulat diferents orígens per als protoindoeuropeus.

## Primeres migracions

L'Imperi hitita en la seva màxima extensió sota Suppiluliuma I (1350–1322 aC) i Mursilis II (1321–1295 aC)

El protoindoeuropeu és una llengua reconstruïda i, per tant, no es pot datar amb seguretat. Les hipòtesis més arcaiques el situen abans de l'any 4000 aC. Amb la introducció del ramat, els protoindoeuropeus van començar a desplaçar-se amb els seus animals buscant pastures, ajudats pels carros recentment inventats. Una de les primeres cultures que mostra aquest patró és la cultura de Khvalinsk, al riu Volga, que ja hauria avançat cap als kurgans en els seus enterraments, i és coherent amb la hipòtesi que situa l'origen de les migracions a l'Estepa Pòntica. D'allà haurien poblat el Caucas.
Els primitius anatòlics són una de les primeres escissions dels protoindoeuropeus (4200 aC segons dades lingüístiques). Existeix divisió entre els prehistoriadors, ja que alguns consideren que aquests pobles venien des del Danubi i es van instal·lar al sud mentre que d'altres suggereixen una primacia de la regió turca. De fet existeix una hipòtesi anatòlica que assegura que aquesta zona és el bressol dels indoeuropeus i no una primera branca. Les llengües anatòliques, en tot cas, són les primeres a mostrar trets diferencials del protoindoeuropeu comú. El poble més reeixit d'aquest grup són els hitites, que van dominar Anatòlia cap al 2000 aC i van provocar una migració massiva dels pobles preexistents no indoeuropeus.
L'anomenada oscil·lació de Priora (3900 aC), un sobtat refredament climàtic, va accelerar les migracions indoeuropees. Aquestes es van sumar al declivi neolític europeu, un descens de la població local causat per una epidèmia que va assolir el seu punt culminant el 3000 aC i va accentuar la substitució cultural. La cultura iamna (cap al 3600 aC) inclou les restes materials més rellevants d'aquest període. Es considera que parlaven l'anomenat protoindoeuropeu tardà i són l'antecedent de totes les migracions indoeuropees excepte les de les branques tocària i anatòlica. Segons Marija Gimbutas era una cultura clarament militar i patriarcal, fet que, amb el domini del cavall, va afavorir la conquesta dels indígenes europeus fins a la seva extinció o assimilació. Aquests pobles conquerits van perdre la seva llengua però van deixar-ne restes en forma de manlleus lèxics relacionats amb l'agricultura, especialment visibles en les llengües germàniques.
En canvi, els pobles que van migrar cap a l'est van fundar la cultura d'Afanasievo (3300 aC), que posteriorment s'instal·laria a la zona de Jungària (actual Xina). D'ells vindrien els tocaris.

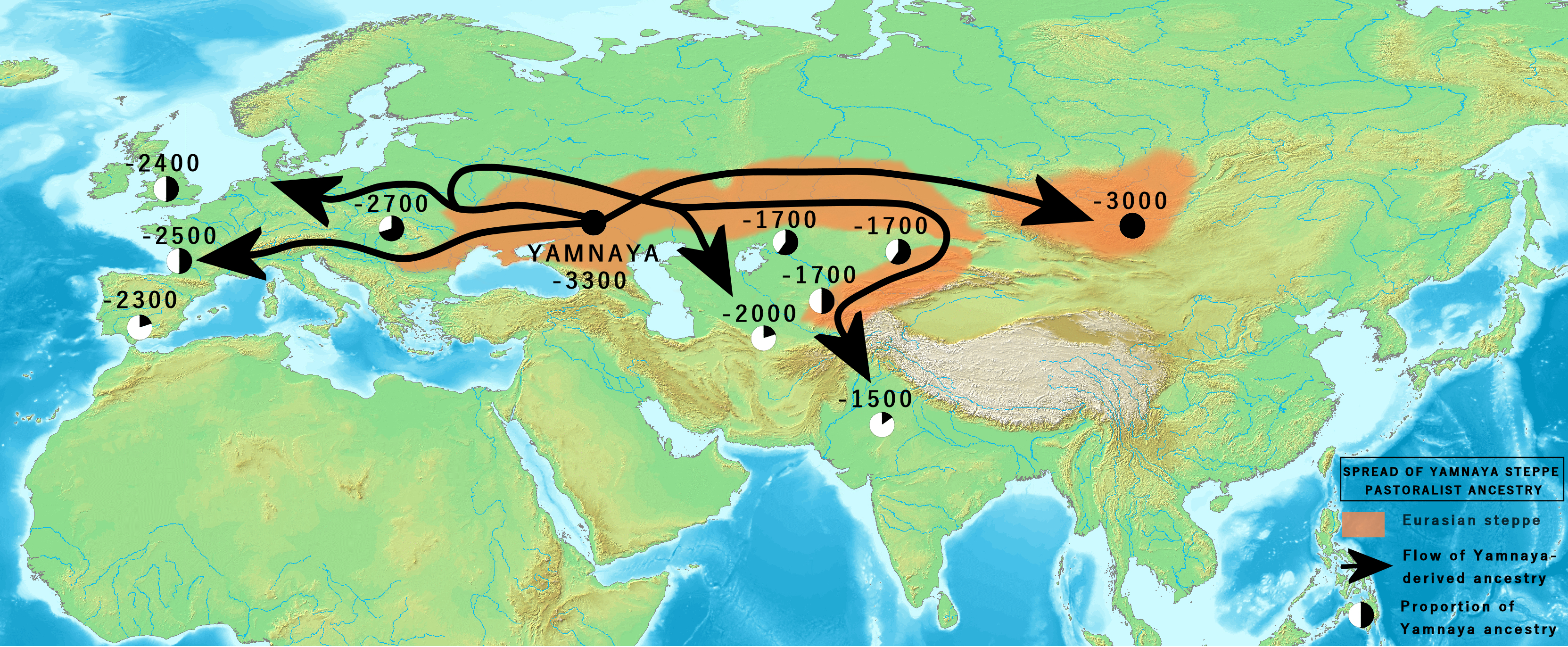
Distribució de pobles fins a l'aparició de la cultura d'Afanasievo

## Migracions de l'edat antiga

Regions històriques d'Anatòlia en els períodes prehel·lènic i hel·lènic

La cultura de la ceràmica cordada present a la majoria d'Europa del nord descendeix genèticament en més d'un 75% de la cultura iamna, fet que assegura una transmissió cultural i lingüística. Aquesta cultura seria la base de les llengües occidentals europees. La dispersió de l'haplogrup R1a del cromosoma Y sembla confirmar aquesta reconstrucció.
En va emergir la cultura del vas campaniforme i posteriorment la Cultura de Jastorf, ancestres dels pobles germànics.
El protoindoiranià s'ha datat entorn el 2200 aC i correspondria a la cultura de Sintashta, provinent d'un desplaçament oriental de la cultura de la ceràmica cordada
Els yuezhi van ser un poble xinès que podria haver parlat tocari abans de ser derrotats pels xiongnu (176 aC). La seca separació en diversos grups